# Glossaire de la peinture chinoise
Glossaire de la peinture chinoise est un glossaire non exhaustif de la peinture chinoise établi par Élizabeth M. Owen.
Ce glossaire est établi dans un ordre alphabétique afin de retrouver facilement la définition et dans certains cas l'explication des mots et termes employés dans l'histoire commentée de la peinture chinoise des origines à nos jours.
Pour se conformer à l'usage international, la transcription pinyin est utilisée pour les noms propres d'origine chinoise. Ainsi peut-on lire: Beijing (Pékin), Nanjing (Nankin), Guangzhou (Canton), etc.

## Introduction
« L'antiquité et la continuité impressionnantes de la civilisation chinoise, de même que l'abondance inégalée de ses documents écrits, sont généralement reconnues, et sa tradition picturale est d'une ampleur correspondante. Elle représente dans le monde de l'art, la seule tradition capable de rivaliser avec la tradition picturale européenne de par la quantité et la diversité considérables de ses productions, le nombre d'artistes de renom qu'elle recense, la complexité des questions esthétiques qui lui sont rattachées et la sophistication de la littérature qui l'accompagne à travers les siècles » selon James Cahill.

## Les origines de la peinture chinoise
Au IXe siècle, Zhang Yanyuan rédige la première histoire générale de la peinture chinoise, qui rend compte d'une époque légendaire où écrit et peinture sont réunis dans les pictogrammes. Il affirme que la séparation de l'image et du mot, dans les premiers temps historiques, a donné naissance à la peinture en tant qu'art indépendant. Mais, « on ne peut pas parler de subtilité de la peinture avant les dynasties Qin (221-206 av. J.-C.) et Han (206 av. J.-C. - 220 apr. J.-C.) » ; et l'art n'atteint sa maturité qu'avec l'émergence des grands maîtres, sous les Wei (220-265 et les Jin (265-420),.